# Walter Delius (Politiker)

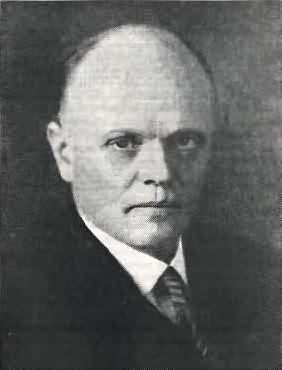
Walter Delius

Walter Delius (* 1. März 1884 in Siegen; † 18. Dezember 1945 in Bremen) war ein deutscher Verwaltungsjurist und Kommunalbeamter Politiker und Oberbürgermeister von Wesermünde.

## Leben
Delius, Sohn von Anton Delius, der von 1881 bis 1919 Oberbürgermeister von Siegen war, studierte von 1903 bis 1906 Jura an der Universität Tübingen (Mitglied der Studentenverbindung Saxonia) und an der Universität Münster. Nach bestandenem Staatsexamen und anschließendem Vorbereitungsdienst wurde er 1910 an der Universität Bonn zum Dr. iur. promoviert. Als Assessor war er bis 1912 in Gnesen tätig. Von 1912 bis 1917 wirkte er als Stadtsyndikus und Stadtrat in Bremerhaven, seit 1914 mit dem Titel Stellvertretender Stadtdirektor. Am 1. November 1917 erfolgte seine Wahl zum Bürgermeister von Geestemünde, seit 1919 mit der Bezeichnung Oberbürgermeister. Er förderte hier die Hochseefischerei.
In den 1920er Jahren war er Mitglied der nationalliberalen Deutschen Volkspartei DVP. Die Stadt Wesermünde wurde 1924 in der preußischen Provinz Hannover durch die von Delius betriebene Vereinigung der Städte Lehe und Geestemünde gebildet, auch Weddewarden, ein Teil der Landgemeinde Langen und Schiffdorferdamm wurden Wesermünde zugeschlagen.  Während Delius das Ziel verfolgte, auch Bremerhaven in das preußische Wesermünde zu integrieren, betrieb Waldemar Becké, Bremerhavens Oberbürgermeister die Zusammenlegungspläne in umgekehrter Richtung. 1925 kandidierte Delius für die DVP erfolglos für das Amt des Oberbürgermeisters von Hannover.
Delius war von 1924 bis 1945 der erste Oberbürgermeister in Wesermünde. In dieser Zeit wurde der Fischereihafen weiter ausgebaut. 1921 bis 1932 gehörte er dem Provinziallandtag der Provinz Hannover an.
1933 verblieb Delius in seinem Amt. Er beantragte am 14. Juni 1937 die Aufnahme in die NSDAP und wurde rückwirkend zum 1. Mai desselben Jahres aufgenommen (Mitgliedsnummer 5.313.783).
Delius gelang es ab 1936, seine Vereinigungspläne von Wesermünde und Bremerhaven bei Hermann Göring und den Nationalsozialisten  erfolgreich durchzusetzen. Am 1. November 1939 wurde auf Befürwortung von Delius die zu Bremen gehörige Stadt Bremerhaven – jedoch ohne das Hafengebiet – in das preußische Wesermünde eingegliedert. Delius blieb Oberbürgermeister des vergrößerten Wesermünde. Sein Vertreter und Bürgermeister war Wilhelm Richter.
Im Zweiten Weltkrieg fungierte er zusätzlich von 1939 bis 1940 als kommissarischer Oberbürgermeister von Königshütte in Oberschlesien und danach als Stadtkommissar bei der deutschen Militärverwaltung in Antwerpen. Von 1942 bis 1945 war er wieder voll als Oberbürgermeister in Wesermünde tätig. Nach der militärischen Übergabe der Stadt am 7. Mai 1945 führte er mit den Besatzungstruppen erste Verhandlungen über Fragen der Verwaltung der Stadt, bis ihn die amerikanische Militärregierung am 11. Mai 1945 absetzte und in Automatischen Arrest nahm. Nachdem seine drei Söhne gefallen waren, starb Delius an den Folgen der Internierung in den Lagern Westertimke, Fallingbostel und Bremen in einem Bremer Krankenhaus.

## Ehrungen
Die Walter-Delius-Straße in Geestemünde trägt seinen Namen.
Das Straßenschild hat ein Zusatzschild, das seine Verdienste durch Nennung seiner Verstrickungen in den Nationalsozialismus relativiert:
… "1939 war er zudem als kommissarischer Oberbürgermeister in Königshütte (heute Chorzow), 1940-1942 als ziviler Stadtkommissar in Antwerpen an antisemitischen Maßnahmen, 1942 als Leiter der Militärverwaltungsabteilung der "Oberfeldkommandantur Donez" an Maßnahmen im Umfeld des Vernichtungskrieges im Osten beteiligt."